# Калининский сельсовет (Астраханская область)
Калининский сельсовет — сельское поселение в Володарском районе Астраханской области Российской Федерации.
Административный центр — село Калинино.

## Географическое положение
Калининский сельсовет находится на юге-востоке Володарского района в Дельте Волги. На севере граничит с Марфиннским сельсоветом, на северо-западе — с Новокраснинским сельсоветом, на востоке — с республикой Казахстан, на западе — с Мултановским сельсоветом, на северо-западе — с Козловским сельсоветом. На территории муниципального образования находятся 6 населённых пунктов: с. Калинино, с. Нариманово, хут. Новояцкий, гос. Заповедник, с. Лебяжье, с. Барановка.
По территории протекает река Бузан и многочисленные маленькие речки-ерики.
Сообщение между администрацией муниципального образования «Калининский сельсовет» с районным (до него 30 км) и областным центрами (до него 85 км) осуществляется автомобильным и водным транспортом.

## История
Муниципальное образование «Калининский сельсовет» образовано 15 ноября 1996 года решением Представительного Собрания Калининского сельсовета в соответствии с законом Астраханской области «О местном самоуправлении в Астраханской области».

## Население
| 2010  | 2012  | 2013  | 2014  | 2015  | 2016  | 2017  |
| ----- | ----- | ----- | ----- | ----- | ----- | ----- |
| 1536  | ↘1528 | ↗1532 | ↘1512 | ↘1496 | →1496 | ↘1475 |
| 2018  | 2019  | 2020  | 2021  |       |       |       |
| ↘1441 | ↘1433 | ↘1407 | ↘1332 |       |       |       |

Общая численность населения муниципального образования на 01.01.2013 года составляет 1642 человек; из них мужчин — 601, женщин — 559, лиц до 18 лет — 482. Национальный состав — казахи — 97 %, другие национальности — 3 %. Трудоспособное население от 16 до 59 лет составляют 898 человек, безработные — 115 человек.

## Состав сельского поселения
| № | Населённый пункт | Тип населённого пункта       | Население |
| - | ---------------- | ---------------------------- | --------- |
| 1 | Барановка        | село                         | ↗193      |
| 2 | Госзаповедника   | посёлок                      | ↘7        |
| 3 | Калинино         | село, административный центр | ↘870      |
| 4 | Лебяжье          | село                         | ↘290      |
| 5 | Нариманово       | село                         | ↘123      |
| 6 | Новояцкий        | хутор                        | ↘53       |

### Упразднённые населённые пункты
26 июля 2013 года упразднён хутор Новокаргино

## Объекты социальной сферы
В селе Калинино располагаются: администрация сельсовета, средняя школа, фельдшерско-акушерский пункт, сельская библиотека, сельский Дом культуры, почта, правление колхоза «Калининский» и производственные базы (автогараж, механическая мастерская, заправочный пункт, рыбообрабатывающий цех, водонасосная станция).
На территории Мо «Калининский сельсовет» действует 2 фельдшерско-акушерских пункта, 2 школы на 164 учащихся (средняя школа в с. Калинино и неполная средняя школа с детским садом в с. Лебяжье, детский сад в с. Калинино на 64 места).